# Noth
Noth – miejscowość i gmina we Francji, w regionie Nowa Akwitania, w departamencie Creuse.
Według danych na rok 1990 gminę zamieszkiwało 477 osób, a gęstość zaludnienia wynosiła 21 osób/km² (wśród 747 gmin Limousin Noth plasuje się na 263. miejscu pod względem liczby ludności, natomiast pod względem powierzchni na miejscu 287.).